# 清水城 (薩摩国)
清水城（しみずじょう）は、鹿児島県鹿児島市清水町にあった中世の日本の城。

## 沿革
暦応4年（1341年）、島津貞久は東福寺城を攻め落とし、島津氏の本拠としたが、海岸に迫った小山を使った東福寺城は要害の地ではあるが狭く平時の政務には適さなかった。そのため、貞久の息子・氏久は嘉慶元年（1387年）、やや内陸に居城を移した。これが清水城である。
清水城は平地にある居館と裏山に築かれた「後詰めの城」の二重構造になっており、その後の島津氏の城の基本形となった。
その後14代当主・島津勝久まで島津氏当主はこの清水城を本拠地としていたが、天文19年（1550年）、15代当主・島津貴久は清水城から更に海岸に近い内城に居館を移し、清水城の居館跡地には大乗院が築かれ、清水城の館部は廃城となった。しかし、後詰めの城までは放棄されなかったらしい。
慶長6年（1601年）、徳川家康から所領と家督を安堵された島津忠恒は鹿児島城を築き始めるが、忠恒の父・義弘は、関ヶ原の戦い後で政情不安な時期に鹿児島城は要害の地ではなく本拠として不適格であること、家臣も新城建築の負担に耐えないとして、既存の城である清水城か一宇治城を使うように苦言を呈した。しかし、忠恒は鹿児島城建築に固執、慶長9年（1604年）に鹿児島城が完成したため、清水城は実質的に廃城となった。

## 現状
居館跡が大乗院になったのは上記で述べたとおりだが、大乗院は廃仏毀釈で廃寺となり、現在跡地には鹿児島市立清水中学校が置かれている。そのため居館には城郭遺構は全く残っていない。後詰めの城としての清水城へは鹿児島市立清水中学校脇から登城道があり、一部記載に誤りがあるが地元有志により案内図が設地されている。
曲輪や空堀、本丸には土塁、本丸下には稲荷空堀なる堀切等の遺構が残ってはいるものの、各曲輪は後世、寺院、開墾などで使用されていた為、改変が多く見られ良好とは言えない状態にあり、また本丸を除き薮化している。また散策路も倒木等で荒れていて見学がいささか困難な状態で、特に北曲輪への道は進むのが困難な状態にある。